# Chironius diamantina
Espèce
Chironius diamantina  est une espèce de serpents de la famille des Colubridae.

## Répartition
Cette espèce est endémique de l'État de Bahia au Brésil. Elle se rencontre à Morro do Chapéu vers 1 000 m d'altitude dans la Chapada Diamantina.

## Étymologie
Son nom d'espèce lui a été donné en référence au lieu de sa découverte, la Chapada Diamantina.

## Publication originale
- Fernandes & Hamdan, 2014 : A new species of Chironius Fitzinger, 1826 from the state of Bahia, Northeastern Brazil (Serpentes: Colubridae). Zootaxa, no 3881 (6), p. 563–575.